# Čchen Wej-sing
Čchen Wej-sing (čínsky: 陈卫星, pchin-jinem: Chén Wèixīng; * 27. dubna 1972, Vnitřní Mongolsko, Čína) je rakouský hráč stolního tenisu čínského původu. Několik let hrál za SVS Dolní Rakousko. 
Čchen se rozhodl nereprezentovat svou rodnou zemi, jelikož dostat se do tamějšího národního týmu je velmi obtížné. Dostal se do top 15 světového žebříčku, ale příležitost hrát na světové úrovni byla omezená (právě kvůli síle národního týmu Číny). Proto se rozhodl vydat se do Evropy, nejprve do Maďarska, poté do Německa a poté do Rakouska. Je považován za jednoho z nejlepších defenzivních hráčů na světě, v roce 2006 dosáhl svého osobního maxima (9. pozice na žebříčku). 
Od roku 2011 trénuje ve Werner Schlager Academy ve Schwechatu v Rakousku, kde také od roku 2015 působí jako trenér.

## Úspěchy
- Vítěz Evropské Ligy mistrů: 2007/2008
- Dvojnásobný mistr Evropy: 2002
- Vice European Cup: 2005
- ETTU-Evropský pohár v roce 2000